# Robert Schultzberg
Klas Robert Schultzberg (Ginevra, 3 gennaio 1975) è un batterista svizzero.
È stato il primo batterista del gruppo musicale alternative rock dei Placebo, di cui ha fatto parte dal 1994 al 1996.